# Aleja marsz. Józefa Piłsudskiego w Tychach
Aleja marsz. Józefa Piłsudskiego – jedna z głównych i najruchliwszych ulic Tychów.

## Przebieg
Swój początek bierze od Ronda Skałka – skrzyżowanie ul. Jaśkowickiej i al. Bielskiej. Od tego momentu biegnąc przez Rondo Lwowskie i dalej Rondo Paprocańskie aż do zjazdu z  mostu z ul. Beskidzkiej będącej częścią drogi krajowej nr 1 jest dwupasmowa. Tu kończy swój bieg, gdzie zaczyna się dalsze przedłużenie tej trasy – ul. Towarowa.

## Pochodzenie nazwy
Nazwa aleja marsz. Józefa Piłsudskiego w Tychach pochodzi od nazwiska marsz. Józefa Piłsudskiego. Nazwę tę ulica nosi od 17 grudnia 1992, kiedy to uchwałą Rady Miasta Tychy nr 0150/XXII/310/92 zmieniono dotychczasową nazwę ul. Hanki Sawickiej.

## Otoczenie
- Budynek banku
- Centrum Tyskie Hale Targowe
- Politechnika Śląska w Gliwicach, wydział zamiejscowy w Tychach – Wydział Transportu
- Sieci handlowe – market budowlany OBI oraz Auchan
- Sklepy
- Stacje paliw

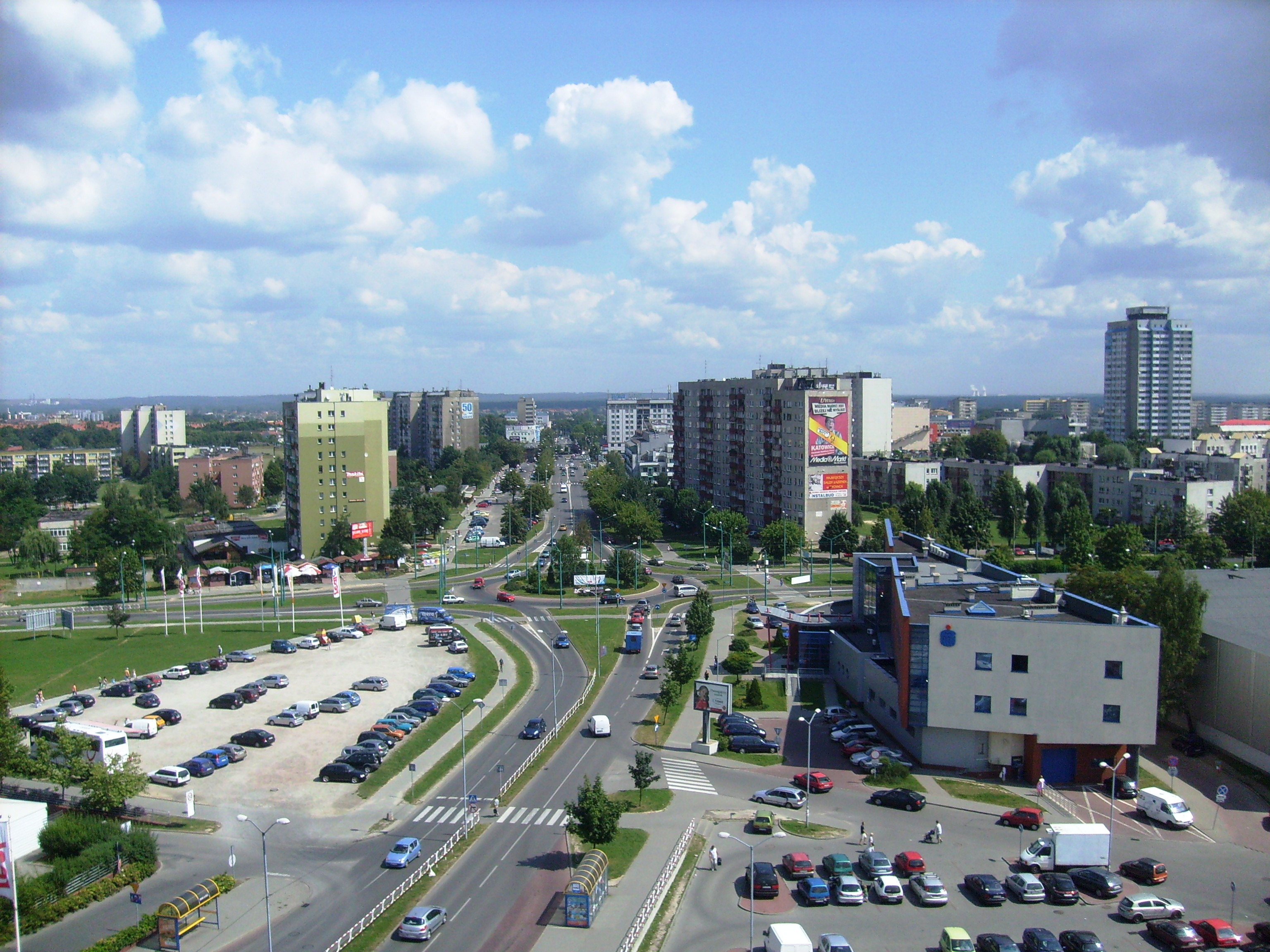
Rondo Lwowskie – widok z Bramy Słońca
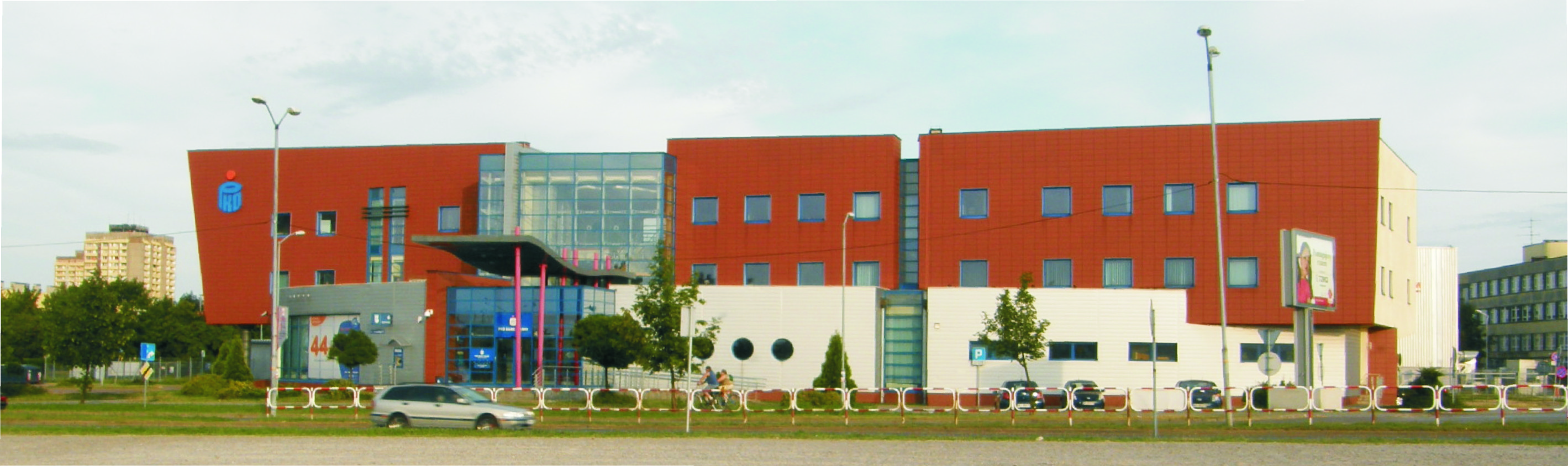
Rondo Lwowskie – charakterystyczna zabudowa